# Djúpavík
Djúpavík – wieś położona w północno-zachodniej części Islandii.
Wieś jest oddalona około 70 km od Hólmavík, 280 km od Ísafjörður i 340 km od stolicy kraju, Reykjavíku. W pobliżu znajduje się port lotniczy Gjögur.
W Djúpavík zaczęto się osiedlać w 1917 roku, kiedy zbudowano tam fabrykę śledzi. Jednak ze względu na kryzys ekonomiczny przedsiębiorstwo to zbankrutowało w 1919 roku.
We wrześniu 1934 roku rozpoczęto budowę nowej fabryki. Mimo trudnych warunków budowa została ukończona w przeciągu zaledwie roku i fabryka zaczęła działać od lipca 1935 roku. W owym czasie był to największy betonowy budynek w Islandii i jeden z największych w Europie.
Pomimo początkowych problemów związanych ze słabymi połowami, fabryka szybko zaczęła przynosić zyski podnosząc standard życia oraz status finansowy mieszkańców całego regionu.
Połowy śledzia zaczęły spadać po 1944 roku. Gwałtowny spadek nastąpił w 1948 roku, kiedy to nie było prawie żadnych połowów przez dwa lata. Mimo prób, aby utrzymać przedsiębiorstwo (przetwarzając inne ryby oprócz śledzia), fabrykę zamknięto w 1954 roku. Wówczas większość mieszkańców opuściła Djúpavík – wieś została prawie całkowicie opuszczona.